# Karl Weltzien
Karl Weltzien (o Carl Weltzien), (8 de febrer de 1813, Sant Petersburg, Rússia - 14 de novembre de 1870, Karlsruhe, Alemanya) fou un químic alemany, professor de Química de la Technische Hochschule de Karlsruhe entre 1848-1869. A partir de 1840, Weltzien construí nous laboratoris per a la investigació i l'ensenyament de la química a Karlsruhe. El successor de Weltzien com a professor de química fou Lothar Meyer.
Weltzien fou un dels tres organitzadors del congrés de Karlsruhe de 1860, el primer congrés internacional de químics, del qual també en foren organitzadors el químic francès Charles Adolphe Würtz i l'alemany Friederich August Kekulé. Weltzien actuà com a organitzador local, obrir la reunió amb un breu discurs de benvinguda i presidí la primera sessió.